# Coublucq
Coublucq é uma comuna francesa na região administrativa da Nova Aquitânia, no departamento dos Pirenéus Atlânticos. Estende-se por uma área de 5,65 km². Em 2010 a comuna tinha 100 habitantes (densidade: 17,7 hab./km²).